# Униформа
Унифо́рма, фо́рма (лат. forma – „форма“; лат. uniformis – „общ“, „еднообразен“, „еднакъв“) е специална дреха, която символизира функцията, изпълнявана от носителя ѝ и неговата принадлежност към определена група.

## Видове
Хората носят униформи по различни причини. Носенето на униформа е прието в армиите на практически всички страни по света, като се разграничават два вида: полева и парадна. Освен това, униформи носят представители и на други „силови“ ведомства: полицаи (в някои страни „милиционери“), митничари, пожарникари и др. Военните носят униформи, допълнени със знаци според ранга им.
Униформата може да бъде задължителен атрибут за представители на някои професии, като например работници в транспорта, пощальони, сервитьори, обслужващ персонал в заведения за обществено хранене, хотели и др. Униформи (работно облекло) се носят и от практически съображения за опазване на хората при работа с машини или за защита. Понякога домашните помощници и слугите също носят униформи, както и портиерите в луксозните хотели (ливреи). Лекарите и сестрите в болниците също носят униформи.
Униформи (обикновено наричани „екипи“) носят спортисти по време на състезания. При големи турнири (напр. световни, европейски първенства, Олимпийски игри) униформеното облекло е задължително.
В много страни като Индия, Япония, Китай, Корея, Австралия и Великобритания учениците в много училища носят униформи. Преди години също задължителна в България, e въпрос на избор, дали да бъде въвеждана и носена униформа от възпитаници на различни учебни заведения (детски градини, училища, колежи, университети). Напоследък все по-често униформеното облекло се разглежда не толкова като начин на унифициране, на „изглеждане еднакво“ и „обезличаване“, а напротив – като знак за статус, за принадлежност – особено към престижни структури.

## Военна униформа
Чисто прагматичната функция на униформата е разпознаването „свой-чужд“ по време на военни действия. Още в Римската империя войниците са били с еднакво оръжие и доспехи. В Средновековието на щитовете са били изобразявани гербовете на рода, града, кралството или феодалния владетел.
В сегашния си вид униформата се появява сравнително неотдавна от историческа гледна точка – със създаването на постоянни армии след Тридесетгодишната война (1618 – 1648). Понеже еднакво военно облекло въвеждат едновременно няколко държави, не може да се каже къде, коя страна за първи път въвежда военна униформа.
Първоначално ярки, именно за да се забелязват, понастоящем цветовете на униформите се избират максимално близки до естествените цветове в средата, в която се предполага, че конкретният род войска би водил битка. Ако преди целта е била да отличиш своя от чуждия, понеже битките са били водени „отблизо“, след Първата световна война, при повишаване далекобойността на оръдията, целта е да се скриеш възможно най-добре от противника.